# Campionati europei di corsa campestre 2016
Il XXIII Campionato europeo di corsa campestre si è disputato a Chia, frazione del comune di Domus de Maria, nella provincia del Sud Sardegna, in Italia, l'11 dicembre 2016. Il titolo maschile è stato vinto da Aras Kaya mentre quello femminile da Yasemin Can.

## Risultati
I risultati del campionato sono stati:

### Individuale (uomini senior)
| Pos. | Atleta               | Nazione       | Tempo (m's") |
| ---- | -------------------- | ------------- | ------------ |
|      | Aras Kaya            | Turchia       | 27'39"       |
|      | Polat Kemboi Arıkan  | Turchia       | 27'42"       |
|      | Callum Hawkins       | Gran Bretagna | 27'49"       |
| 4    | Andrew Butchart      | Gran Bretagna | 28'01"       |
| 5    | Andy Vernon          | Gran Bretagna | 28'11"       |
| 6    | Ilias Fifa           | Spagna        | 28'19"       |
| 7    | Ayad Lamdassem       | Spagna        | 28'22"       |
| 8    | Adel Mechaal         | Spagna        | 28'26"       |
| 9    | Marouan Razine       | Italia        | 28'27"       |
| 10   | Kaan Kigen Özbilen   | Turchia       | 28'30"       |
| 11   | Antonio Abadía       | Spagna        | 28'33"       |
| 12   | Abdi Hakin Ulad      | Danimarca     | 28'37"       |
| 13   | Sondre Nordstad Moen | Norvegia      | 28'46"       |
| 14   | Soufiane Bouchikhi   | Belgio        | 28'47"       |
| 15   | Marco Najibe Salami  | Italia        | 28'48"       |
| 16   | Ben Connor           | Gran Bretagna | 28'51"       |
| 17   | Morhad Amdouni       | Francia       | 28'55"       |
| 18   | Dewi Griffiths       | Gran Bretagna | 29'00"       |
| 19   | Djilali Bedrani      | Francia       | 29'01"       |
| 20   | Stefano La Rosa      | Italia        | 29'01"       |

### Squadre (uomini senior)
| Pos. | Atleta                                                                    | Punti |
| ---- | ------------------------------------------------------------------------- | ----- |
|      | Gran Bretagna Callum Hawkins Andrew Butchart Andy Vernon Ben Connor       | 28    |
|      | Spagna Ilias Fifa Ayad Lamdassem Adel Mechaal Antonio Abadía              | 32    |
|      | Turchia Aras Kaya Polat Kemboi Arıkan Kaan Kigen Özbilen Alper Demir      | 38    |
| 4    | Francia Morhad Amdouni Djilali Bedrani Timothée Bommier Abdellatif Meftah | 79    |

### Individuale (donne senior)
| Pos. | Atleta                    | Nazione       | Tempo (m's") |
| ---- | ------------------------- | ------------- | ------------ |
|      | Yasemin Can               | Turchia       | 24'46"       |
|      | Meryem Akda               | Turchia       | 24'56"       |
|      | Karoline Bjerkeli Grøvdal | Norvegia      | 25'26"       |
| 4    | Ancuța Bobocel            | Romania       | 25'27"       |
| 5    | Fionnuala McCormack       | Irlanda       | 25'28"       |
| 6    | Steph Twell               | Gran Bretagna | 25'40"       |
| 7    | Trihas Gebre              | Spagna        | 25'41"       |
| 8    | Fabienne Schlumpf         | Svizzera      | 25'46"       |
| 9    | Liv Westphal              | Francia       | 25'47"       |
| 10   | Elizeba Cherono           | Paesi Bassi   | 25'57"       |
| 11   | Roxana Bârcă              | Romania       | 26'01"       |
| 12   | Gemma Steel               | Gran Bretagna | 26'06"       |
| 13   | Özlem Kaya                | Turchia       | 26'12"       |
| 14   | Charlotta Fougberg        | Svezia        | 26'12"       |
| 15   | Eva Vrabcová-Nývltová     | Rep. Ceca     | 26'13"       |
| 16   | Katrina Wootton           | Gran Bretagna | 26'16"       |
| 17   | Pippa Woolven             | Gran Bretagna | 26'20"       |
| 18   | Carla Salomé Rocha        | Portogallo    | 26'32"       |
| 19   | Sevilay Eytemis           | Turchia       | 26'32"       |
| 20   | Fabienne Amrhein          | Germania      | 26'33"       |

### Squadre (donne senior)
| Pos. | Atleta                                                              | Punti |
| ---- | ------------------------------------------------------------------- | ----- |
|      | Turchia Yasemin Can Meryem Akda Özlem Kaya Sevilay Eytemis          | 35    |
|      | Gran Bretagna Steph Twell Gemma Steel Katrina Wootton Pippa Woolven | 51    |
|      | Romania Ancuța Bobocel Roxana Bârcă Cristina Negru Paula Todoran    | 79    |
| 4    | Francia Liv Westphal Aurore Guerin Samira Mezeghrane Sophie Duarte  | 101   |

### Individuale (uomini under 23)
| Pos. | Atleta                    | Nazione       | Tempo (m's") |
| ---- | ------------------------- | ------------- | ------------ |
|      | Isaac Kimeli              | Belgio        | 22'48"       |
|      | Carlos Mayo               | Spagna        | 22'53"       |
|      | Yemaneberhan Crippa       | Italia        | 22'54"       |
| 4    | Amanal Petros             | Germania      | 23'01"       |
| 5    | Jonny Davies              | Gran Bretagna | 23'01"       |
| 6    | Napoleon Solomon          | Svezia        | 23'03"       |
| 7    | Jesus Ramon               | Spagna        | 23'08"       |
| 8    | Simon Debognies           | Belgio        | 23'14"       |
| 9    | Samuele Dini              | Italia        | 23'15"       |
| 10   | Dieter Kersten            | Belgio        | 23'16"       |
| 11   | Said Ettaqy               | Italia        | 23'16"       |
| 12   | Lorenzo Dini              | Italia        | 23'18"       |
| 13   | Alex George               | Gran Bretagna | 23'19"       |
| 14   | Emmenuel Roudolff Levisse | Francia       | 23'22"       |
| 15   | Ellis Cross               | Gran Bretagna | 23'32"       |

### Squadre (uomini under 23)
| Pos. | Atleta                                                             | Punti |
| ---- | ------------------------------------------------------------------ | ----- |
|      | Italia Yemaneberhan Crippa Samuele Dini Said Ettaqy Lorenzo Dini   | 35    |
|      | Belgio Isaac Kimeli Simon Debognies Dieter Kersten Steven Casteele | 53    |
|      | Gran Bretagna Jonny Davies Alex George Ellis Cross Alex Short      | 58    |
| 4    | Spagna Carlos Mayo Jesus Ramos Mohamed Jelloul El Madhi Lahoufi    | 64    |

### Individuale (donne under 23)
| Pos. | Atleta               | Nazione       | Tempo (m's") |
| ---- | -------------------- | ------------- | ------------ |
|      | Sofia Ennaoui        | Polonia       | 19'21"       |
|      | Anna Gehring         | Germania      | 19'24"       |
|      | Alice Wright         | Gran Bretagna | 19'42"       |
| 4    | Charlotte Taylor     | Gran Bretagna | 19'44"       |
| 5    | Katarzyna Rutkowska  | Polonia       | 19'49"       |
| 6    | Caterina Granz       | Germania      | 19'50"       |
| 7    | Rebecca Murray       | Gran Bretagna | 19'52"       |
| 8    | Viktoriya Kalyuzhna  | Ucraina       | 19'54"       |
| 9    | Carolin Kirtzel      | Germania      | 19'54"       |
| 10   | Christine Santi      | Italia        | 19'59"       |
| 11   | Tuğba Güvenç         | Turchia       | 20'01"       |
| 12   | Jessica Judd         | Gran Bretagna | 20'06"       |
| 13   | Valeriya Zinenko     | Ucraina       | 20'10"       |
| 14   | Silvia Oggioni       | Italia        | 20'12"       |
| 15   | Johanna Geyer-Carles | Francia       | 20'15"       |

### Squadre (donne under 23)
| Pos. | Atleta                                                                           | Punti |
| ---- | -------------------------------------------------------------------------------- | ----- |
|      | Gran Bretagna Alice Wright Charlotte Taylor Rebecca Murray Jessica Judd          | 26    |
|      | Germania Anna Gehring Caterina Granz Carolin Kirtzel Maya Rehberg                | 33    |
|      | Italia Christine Santi Silvia Oggioni Roberta Ciappini Costanza Martinetti       | 67    |
| 4    | Ucraina Viktoriya Kalyuzhna Valeriya Zinenko Nataliya Strebkova Maryna Nemchenko | 69    |

### Individuale (uomini junior)
| Pos. | Atleta                       | Nazione       | Tempo (m's") |
| ---- | ---------------------------- | ------------- | ------------ |
|      | Jakob Ingebrigtsen           | Norvegia      | 17'06"       |
|      | Yohanes Chiappinelli         | Italia        | 17'14"       |
|      | Mahamed Mahamed              | Gran Bretagna | 17'16"       |
| 4    | Jimmy Gressier               | Francia       | 17'19"       |
| 5    | Mohammed-Amine El Bouajaji   | Francia       | 17'20"       |
| 6    | Jack O'Leary                 | Irlanda       | 17'21"       |
| 7    | Hugo Hay                     | Francia       | 17'30"       |
| 8    | Adrián Ben                   | Spagna        | 17'30"       |
| 9    | Miguel González              | Spagna        | 17'34"       |
| 10   | Abderrazak Charik            | Francia       | 17'34"       |
| 11   | Alexander Yee                | Gran Bretagna | 17'35"       |
| 12   | Jordi Torrents               | Spagna        | 17'37"       |
| 13   | Annasse Mahboub El Hamdouini | Spagna        | 17'38"       |
| 14   | Josh Kerr                    | Gran Bretagna | 17'38"       |
| 15   | Paulos Surafel               | Gran Bretagna | 17'42"       |

### Squadre (uomini junior)
| Pos. | Atleta                                                                        | Punti |
| ---- | ----------------------------------------------------------------------------- | ----- |
|      | Francia Jimmy Gressier Mohamed-Amine El Bouajaji Hugo Hay Abderrazak Charik   | 26    |
|      | Spagna Adrián Ben Miguel González Jordi Terrents Annasse Mahboub El Hamdouini | 42    |
|      | Gran Bretagna Mahamed Mahamed Alexander Yee Josh Kerr Paulos Surafel          | 43    |
| 4    | Italia Yohanes Chiappinelli Sergiy Polikarpenko Ahmed Ouhda Ademe Cuneo       | 91    |

### Individuale (donne junior)
| Pos. | Atleta                  | Nazione       | Tempo (m's") |
| ---- | ----------------------- | ------------- | ------------ |
|      | Konstanze Klosterhalfen | Germania      | 12'26"       |
|      | Anna-Emilie Møller      | Danimarca     | 12'43"       |
|      | Harriet Knowles-Jones   | Gran Bretagna | 12'52"       |
| 4    | Alina Reh               | Germania      | 12'53"       |
| 5    | Jasmijn Lau             | Paesi Bassi   | 12'57"       |
| 6    | Delia Sclabas           | Svizzera      | 12'58"       |
| 7    | Lucia Rodríguez         | Spagna        | 13'06"       |
| 8    | Cécile Lejeune          | Francia       | 13'12"       |
| 9    | Amelia Quirk            | Gran Bretagna | 13'12"       |
| 10   | Victoria Weir           | Gran Bretagna | 13'16"       |
| 11   | Gemma Holloway          | Gran Bretagna | 13'32"       |
| 12   | Stine Wangberg          | Norvegia      | 13'24"       |
| 13   | Veerle Bakker           | Paesi Bassi   | 13'25"       |
| 14   | Francesca Tommasi       | Italia        | 13'25"       |
| 15   | Lara Alemanni           | Svizzera      | 13'26"       |

### Squadre (donne junior)
| Pos. | Atleta                                                                        | Punti |
| ---- | ----------------------------------------------------------------------------- | ----- |
|      | Gran Bretagna Harriet Knowles-Jones Amelia Quirk Victoria Weir Gemma Holloway | 33    |
|      | Germania Konstanze Klosterhalfen Alina Reh Lisa Oed Miriam Dattke             | 57    |
|      | Paesi Bassi Jasmijn Lau Veerle Bakker Merel van der Marel Jasmijn Bakker      | 71    |
| 4    | Francia Cécile Lejeune Leila Hadji Mathilde Senechal Perle Maunoury           | 89    |

## Medagliere
Legenda
     Paese ospitante
| Posizione | Paese         | Oro | Argento | Bronzo | Totale |
| --------- | ------------- | --- | ------- | ------ | ------ |
| 1         | Turchia       | 3   | 2       | 1      | 6      |
| 2         | Gran Bretagna | 3   | 1       | 6      | 10     |
| 3         | Germania      | 1   | 3       | 0      | 4      |
| 4         | Italia        | 1   | 1       | 2      | 4      |
| 5         | Belgio        | 1   | 1       | 0      | 2      |
| 6         | Norvegia      | 1   | 0       | 1      | 2      |
| 7         | Francia       | 1   | 0       | 0      | 1      |
| 7         | Polonia       | 1   | 0       | 0      | 1      |
| 9         | Spagna        | 0   | 3       | 0      | 3      |
| 10        | Danimarca     | 0   | 1       | 0      | 1      |
| 11        | Paesi Bassi   | 0   | 0       | 1      | 1      |
| 11        | Romania       | 0   | 0       | 1      | 1      |
| Totale    | Totale        | 12  | 12      | 12     | 36     |